# Bizzarro Bizzarri
Bizzarro Bizzarri è un album musicale del 1993 prodotto da Antonio Coggio per la RTI ed interpretato da Massimo Bizzarri con la partecipazione straordinaria di Riccardo Cocciante.
Contiene 9 tracce ed è uscito in versione CD e MC.

## Tracce
- Trastevere 90 (M. Bizzarri) in duetto con Riccardo Cocciante
- Loco Amor (M. Bizzarri/D. Patucchi)
- In questo mondo (M. Bizzarri)
- Se ci fosse ancora Piero (M. Bizzarri)
- Pepè le Mokò (M. Bizzarri/D. Patucchi)
- Ragazzi colorati (M. Bizzarri/M. Nava)
- L'elefante (M. Bizzarri)
- Questo amore (M. Bizzarri)
- Nostalgia (M. Bizzarri)

## Musicisti
- Massimo Bizzarri: voce
- Fabrizio Cesare: tastiera e programmazione (escluso brano "Nostalgia")
- Michele Chiavarini: tastiera e programmazione (per brano "Nostalgia")
- Lutte Berg: chitarra elettrica, chitarra acustica, fretless, 12 corde
- Leonardo Vulpitta: percussioni, cori
- Mariella Nava: tastiera (nel brano "Ragazzi colorati"), cori
- Toni Chianciano: batteria
- Antonello Salis: fisarmonica
- Simone Salsa: sax alto e clarino
- Carmelo Labate, Roberto Davini: cori
- Stefania Labate: voce (nel brano "Loco amor"), cori